# Mega TV
Mega TV (WSBS-TV) es un canal de televisión en español, cuya sede se encuentra en Florida en el canal 3 del VHF. La estación también opera en Miami con un repetidor en el canal 50, y también está disponible desde el 17 de octubre de 2007 en todo el territorio nacional desde Direct TV, y en alta definición desde el 29 de septiembre de 2010.
WSBS es propiedad de Spanish Broadcasting System (SBS). La primera emisión se realizó en junio de 1993 en el canal 22, pero como Mega TV desde el 1 de marzo de 2006.

## Programación[1]
- Vme Kids
- Bayly
- El Circo de PR
- El Honor de Amar
- Esta Es Tu Casa con Natalia Cruz
- La Boca Loca de Paul
- Sabrosa Pasión
- 22 Minutos
- Al Ritmo del Día
- El Círculo
- El Vacilón
- La Descarga con Albita
- La Fonomanía
- Los Implicados
- Handyman
- Metamorfosis
- Xpediente
- Dante Night Show
- La Comay

Noticias:
- Mega News con Mario Andrés Moreno
- Mega Sports

## Estaciones de TV
Mega TV puede verse a través del canal 57 en Florida y 22 en Miami, en el 13 en Chicago, en el 55 en Houston, en el 18.1 en Puerto Rico, en el 33.1 en California, en el 23 en Utah, y en todo EE. UU. a través de "ATT U-Verse" y "DirecTV".
- WSBS-TV en Key West, Florida
- WSBS-CD en Miami, Florida
- WBWP-LP en West Palm Beach, Florida,
- WHDO-LD en Orlando, Florida,
- WFHD-LD en Tampa, Florida (próximamente; actualmente es TBN con un *repetidor W36CO)
- WHDC-LD en Mount Pleasant, South Carolina.
- KODF-LP en Dallas, Texas,
- WOCK-CD en Chicago, Illinois,
- KLPS-LP en Palm Springs, California,
- KMCC en Laughlin, Nevada,
- WTCV en San Juan, Puerto Rico,
- WVOZ en Ponce, Puerto Rico,
- WVEO en Aguadilla, Puerto Rico,
- KSDI-LD en Fresno, California.
- WHDO, WFHD, WHDC, KLPS, y KSDI en canales de televisión digital.